# Ой-Тал (Иссык-Кульская область)
Ой-Тал (кирг. Ой-Тал) — село в Тюпском районе Иссык-Кульской области Кыргызстана. Входит в состав Кутургинского аильного округа. Код СОАТЕ — 41702 225 835 04 0.

## Население
По данным переписи 2009 года, в селе проживало 956 человек.
По данным переписи 2022 года, в селе проживало 1 263 человек.

## История
Основано переселенцами из Тобольской губернии. В 1889 г. разрушено землетрясением, погибло 7 человек. В том же году в Алексеевском значилось 30 дворов, проживало 350 человек.